# أبوتكت
أبوتكت (بالسويدية: Apoteket AB)، أبوتكبولاغت سابقا (بالسويدية: Apoteksbolaget)، هي شركة صيدلانية واحتكارية سابقا متخصصة بالبيع بالتجزئة، مملوكة للحكومة السويدية، ومرتبطة بوزارة المالية السويدية.

## التاريخ
تأسست الشركة عام 1970 تحت اسم Apoteksbolaget AB ثم تغير اسمها عام 1998 إلى Apoteket AB.
رفعت الحكومة السويدية الاحتكار في 1 تموز 2009.

## الموقع الرسمي
- الموقع الرسمي